# Listă de autori de literatură de groază
Asta este o listă de autori de literatură de groază, majoritatea acestora scriind și în genul științifico-fantastic și fantezie.

## A - B
- Luis G. Abbadie, (născut 1968)
- Robert Aickman, (1914–1981)
- V.C. Andrews, (1923–1986) also Cleo Virginia Andrews
- Leonid Andreev  (1871-1919)
- Michael Arnzen (1967-)
- Cynthia Asquith,  (1887–1960)
- Jonathan Aycliffe, (1949-)
- L. A. Banks, (1959-2011)
- René Barjavel, (1911–1985)
- Clive Barker, (născut 1952)
- Laird Barron, (născut 1970)
- William Thomas Beckford,  (1760–1844)
- Edo van Belkom,  (născut 1962)
- John Bellairs, (1938–1991)
- E.F. Benson,  (1867–1940)
- Charles Birkin,  (1907–1986)
- John Blackburn, (1923–1993)
- Leigh Blackmore (născut 1959)
- Algernon Blackwood, (1869–1951)
- Vernon Blake, (1888–1937)
- William Peter Blatty,  (născut 1928)
- Robert Bloch, (1917–1994)
- Ambrose Bierce, (1842–1914?)
- Ray Bradbury, (1920- )
- Walter Brandorff,  (1943–1996)
- Gary Brandner,  (născut 1933)
- Gary A. Braunbeck, (născut 1960)
- Joseph Payne Brennan, (1918–1990)
- Poppy Z. Brite, (născut 1967)
- Bruce Boston, (născut 1943)
- Marjorie Bowen (1885–1952)
- Kealan Patrick Burke

## C - E
- P. D. Cacek,  (născut 1951)
- Ramsey Campbell, (născut 1946)
- Peter Cannon,  (născut 1951)
- Mort Castle, (născut 1946)
- Hugh B. Cave, (1910–2004)
- Robert W. Chambers, (1865–1933)
- Lincoln Child,  (născut 1957)
- M. Christian
- Richard Chizmar, (născut 1965)
- Winston Churchill, (1974-1965)
- Michael Cisco,  (născut 1970)
- Joseph A. Citro
- Alan M. Clark, (născut 1957)
- Douglas Clegg, (născut 1958)
- Nancy A. Collins, (născut 1959)
- David Conyers, (născut 1971)
- Caroline B. Cooney, (născut 1947)
- Oliviu Crâznic,  (născut 1978)
- Linda Crockett,  (născut 1943)
- Chris Curry, (născut 1957)
- Roald Dahl, (1916-1990)
- Les Daniels,  (născut 1943)
- L. P. Davies,  (1914–1988)
- Stephen Dedman
- Ted Dekker,
- Marcelo Del Debbio, (născut 1974)
- August Derleth, (1909–1971)
- Charles Dickens, (1812-1870)
- A. M. Esmonde, (născut 1977)
- C. M. Eddy, Jr., (1896–1967)
- Tom Elliott, (născut 1953)
- Elizabeth Engstrom
- Dennis Etchison (născut 1943)
- Brian Evenson, (născut 1966)
- John Everson, (născut 1966)
- Hanns Heinz Ewers (1871–1943)

## F - H
- Henry Farrell, (1920–2006)
- John Farris
- William Faulkner, (1897-1962)
- Julian Osgood Field, (1849–1925)
- Robert Fleming
- Christopher Fowler,  (născut 1953)
- Andrew Fox
- Gary Frank
- Brian Freeman, (născut 1979)
- Fran Friel
- Gayleen Froese, (născut 1972)
- Polly Frost
- Stephen Gallagher, (născut 1954)
- Greg F. Gifune,  (născut 1963)
- Nikolai Gogol (1809–1852)
- Owl Goingback
- Christie Golden
- Christopher Golden, (născut 1967)
- Ed Gorman, (născut 1941)
- Stefan Grabiński,  (1887–1936)
- Charles Gramlich,  (născut 1958)
- Charles L. Grant, (1942–2006)
- Rain Graves
- Justin Gustainis, (născut 1951)
- Laurell K. Hamilton, (născut 1963)
- Daniel Harms
- Kim Harrison,
- L. P. Hartley (1895–1972)
- David G. Hartwell,  (născut 1941)
- Nathaniel Hawthorne, (1804–1864)
- Lafacadio Hearn,  (1850–1904)
- Victor Heck,  (născut 1967)
- James Herbert, (născut 1943)
- Joe Hill (scriitor)
- Brian Hodge (născut 1960)
- William Hope Hodgson, (1877–1918)
- Diane Hoh
- Nancy Holder
- Nalo Hopkinson
- Anthony Horowitz
- Gerard Daniel Houarner
- Robert E. Howard,  (1906–1936)
- Del Howison
- Charlie Huston
- Shaun Hutson,  (născut 1958)

## I - L
- Stephen M. Irwin (născut 1966)
- Shirley Jackson (1916–1965)
- Charlee Jacob (născut 1952)
- W. W. Jacobs (1863–1943)
- Carl Jacobi (1908–1997)
- Henry James, (1843-1916)
- L. Dean James (născut 1947)
- M. R. James (1862–1936)
- K. W. Jeter (născut 1950)
- Scott A. Johnson (născut 1971)
- Stephen Jones  (născut 1953)
- Jeanne Kalogridis (născut 1954)
- Brian Keene (născut 1967)
- Ronald Kelly (născut 1959)
- Rick Kennett (născut 1956)
- Jack Ketchum (născut 1946)
- Caitlín R. Kiernan (născut 1964)
- Stephen King (născut 1947)
- Russell Kirk (1918–1994)
- T. E. D. Klein (născut 1947)
- Kathe Koja (născut 1960)
- Dean R. Koontz (născut 1945)
- M. F. Korn
- Henry Kuttner (1915–1958)
- Joe R. Lansdale (născut 1951)
- Christian A. Larsen (născut 1974)
- Friedrich Laun (pseudonim)
- Richard Laymon (1947–2001)
- Deborah LeBlanc
- Tim Lebbon (născut 1969)
- Edward Lee (născut 1957)
- Tanith Lee
- Vernon Lee (1856–1935)
- J. Sheridan Le Fanu (1814–1873)
- Fritz Leiber (1910–1992)
- Ira Levin (1929–2007)
- Edward Levy
- Matthew Gregory Lewis (1775–1818)
- Thomas Ligotti (născut 1953)
- John Ajvide Lindqvist (născut 1968)
- Bentley Little (născut 1960)
- John R. Little (născut 1955)
- Frank Belknap Long (1901–1994)
- H. P. Lovecraft (1890–1937)
- Brian Lumley (născut 1937)

## M - Q
- Jonathan Maberry, (născut 1958)
- Arthur Machen, (1863–1947)
- Nick Mamatas,  (născut 1972)
- Brandon Massey,  (născut 1973)
- Elizabeth Massie, (născut 1953)
- Graham Masterton, (născut 1946)
- Richard Matheson,  (născut 1926)
- Richard Christian Matheson,  (născut 1953)
- Araminta Star Matthews
- Charles Maturin,  (1782–1824)
- Robert McCammon
- Michael McDowell,  (1950–1999)
- John Metcalfe (1891–1965)
- Gustav Meyrink, (1868–1932)
- China Miéville, (născut 1972)
- Rex Miller,  (1939–2004)
- Susie Moloney,  (născut 1962)
- James A. Moore, (născut 1965)
- David Morrell (născut 1943)
- W. C. Morrow, (1854–1923)
- Lisa Morton, (născut 1958)
- Gary Myers (născut 1952)
- Joseph Nassise
- Yvonne Navarro
- Kim Newman, (născut 1959)
- William F. Nolan (născut 1928)
- Weston Ochse, (născut 1965)
- Gene O'Neill (născut 1938)
- Michael Oliveri
- Oliver Onions,  (1873–1961)
- Chuck Palahniuk (născut 1962)
- Paul Parducci
- Norman Partridge
- James Patterson (născut 1947)
- John Pelan,  (născut 1957)
- Frank E. Peretti
- Thomas Piccirilli
- Sarah Pinborough
- Edgar Allan Poe, (1809–1849)
- Thomas Peckett Prest,  (1810–1859)
- Douglas Preston,  (născut 1956)
- Cherie Priest,  (născut 1975)
- Horacio Quiroga,  (1878–1937)

## R
- Ann Radcliffe,  (1764–1823)
- Gary Raisor
- Stephen Mark Rainey,  (născut 1959)
- Anne Rice, (născut 1941)
- Tod Robbins,  (1888–1949)
- Ormond Robbins, (1910–1984)
- Wayne Robbins, (1914–1958)
- John Reeves, (1979)
- Regina Maria Roche,  (1764–1845)
- Alan Rodgers,  (născut 1959)
- Don Roff,  (născut 1966)
- Ray Russell, (1924–1999)
- John Russo
- James Malcolm Rymer,  (1814–1888)

## S
- Al Sarrantonio,  (născut 1952)
- John Saul,  (născut 1942)
- William Schoell,  (născut 1958)
- David J. Schow,  (născut 1955)
- Darrell Schweitzer,  (născut 1952)
- M. R. Sellars, (născut 1962)
- Darren Shan, (născut 1972)
- Eric Shapiro, (născut 1978)
- Mary Wollstonecraft Shelley, (1797–1851)
- John Shirley,  (născut 1953)
- Sigma,  (1849–1925)
- Dan Simmons,  (născut 1948)
- John Skipp
- Michael Slade, (născut 1947)
- Clark Ashton Smith, (1893–1961)
- Guy N. Smith,  (născut 1939)
- S.P. Somtow,  (născut 1952)
- Craig Spector
- William Browning Spencer,  (născut 1946)
- Robin Spriggs
- Bryce J. Stevens (născut 1957)
- R. L. Stine, (născut 1943) (Robert Lawrence Stein)
- Bram Stoker, (1847–1912)
- Peter Straub, (născut 1943)
- Whitley Strieber,  (născut 1945)
- Joel A. Sutherland,  (născut 1980)
- Koji Suzuki

## T
- Karen E. Taylor
- Lucy Taylor
- Melanie Tem
- Steve Rasnic Tem
- Thomas Tessier, (născut 1947)
- Rosemary Timperley, (1920-1988)
- Jeffrey Thomas
- Christine Campbell Thomson, (1897–1985)
- Tamara Thorne, (născut 1957)
- Tom Tryon, (1926–1991)

## U - Z
- Peter Van Greenaway, (1929–1988)
- Tim Waggoner
- Karl Edward Wagner,  (1945–1994)
- H. Russell Wakefield, (1888–1964)
- Robert Weinberg,  (1947– )
- David Wellington, (1971– )
- Dennis Wheatley,  (1897–1977)
- Dan Wells, (1977– )
- Sidney Williams, (1962– )
- Chet Williamson, (1948– )
- David Niall Wilson,  (1959– )
- F. Paul Wilson, (1946– )
- Gahan Wilson, (1930– )
- Douglas E. Winter, (1950– )
- Douglas E. Wright, (1955– )
- X.L.,  (1849–1925)
- Chelsea Quinn Yarbro (1942– )